# Günter Zschäckel
Günter Zschäckel (* 3. März 1945; † 14. September 2021) war ein deutscher Schauspieler und Hörspielsprecher.

## Leben

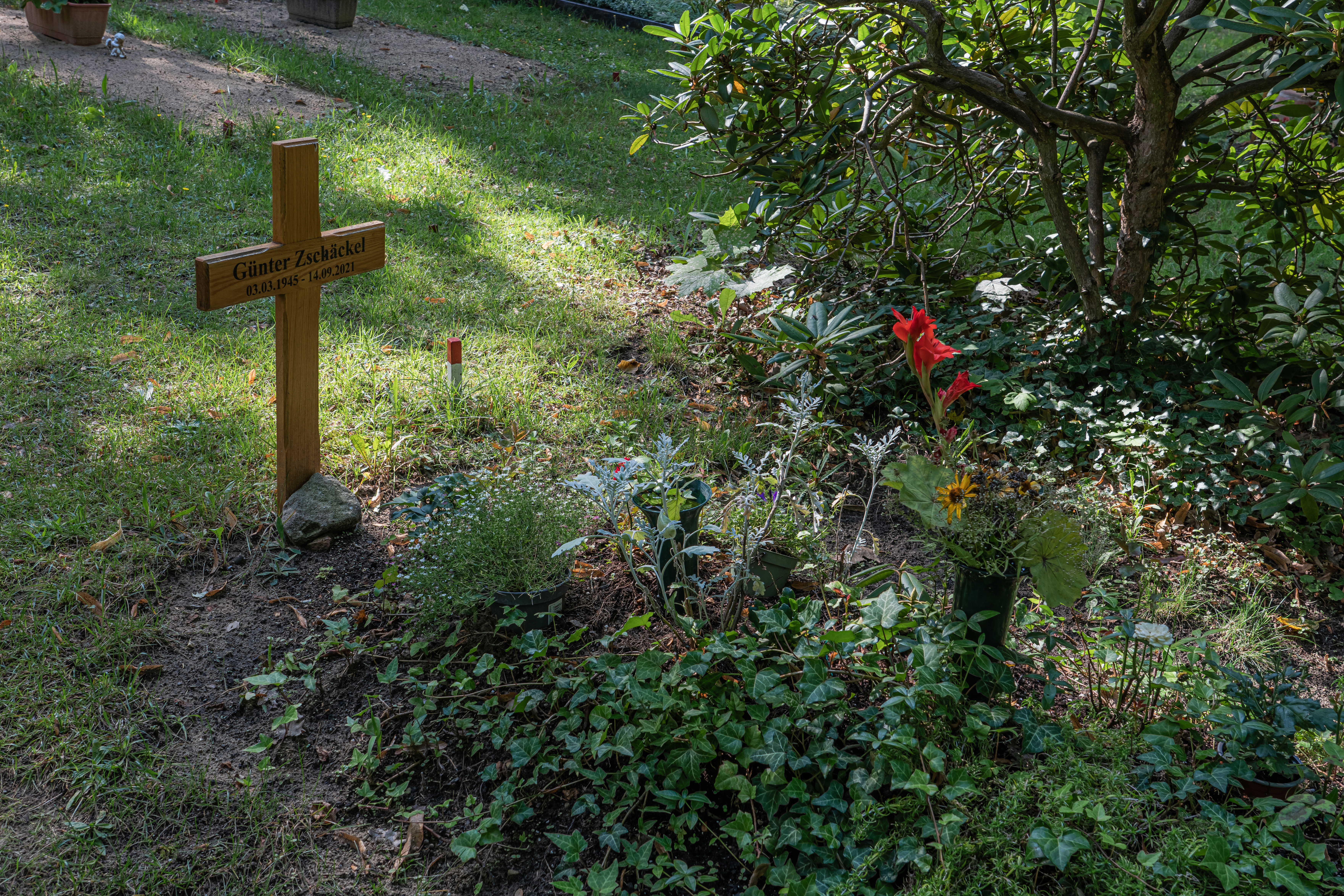
Grab Zschäckels in Potsdam

Günter Zschäckel besuchte von 1951 bis 1961 die Polytechnische Oberschule in Zeitz. Nach seinem Studium an der Filmhochschule Potsdam-Babelsberg hatte er Engagements in Potsdam, Schwerin, Rudolstadt und an der Volksbühne Berlin. Nach Mitte der 1980er Jahre verlor sich seine Spur in der DDR, dafür gibt es 1988 einen Hinweis durch ein Hörspiel, das beim SFB in West-Berlin aufgenommen wurde, was darauf schließen lässt, dass er in die Bundesrepublik Deutschland ausgereist war. Nach der  Wende arbeitete er wieder an mehreren Theatern Berlins und am Theater Chemnitz.
Neben seinen Theaterarbeiten war er häufig für den Film und das Fernsehen vor der Kamera tätig. Für den Rundfunk wirkte er in über 100 Hörspielen mit. Seine Erfahrungen im Fach Schauspiel vermittelte er als Dozent an der Berliner Schule für Schauspiel, an der Hochschule für Schauspielkunst „Ernst Busch“ Berlin sowie an der Theaterakademie Vorpommern.
Günter Zschäckel wohnte in Potsdam. Er verstarb im Alter von 76 Jahren und fand seine letzte Ruhestätte auf dem Neuen Friedhof in Potsdam.

## Filmografie
- 1968: Hauptmann Florian von der Mühle
- 1969: Wie heiratet man einen König?
- 1969: Jungfer, Sie gefällt mir
- 1970: Unterwegs zu Lenin
- 1971: Kennen Sie Urban?
- 1971: Zeit der Störche
- 1971: KLK an PTX – Die Rote Kapelle
- 1971: Männer ohne Bart
- 1971: Optimistische Tragödie (Fernsehfilm)
- 1972: Laut und leise ist die Liebe
- 1974: Die Frauen der Wardins (Fernseh-Dreiteiler)
- 1981: Darf ich Petruschka zu dir sagen?
- 1995: Wolffs Revier (Fernsehserie, 1 Episode)
- 1996: Im Namen des Gesetzes (Fernsehserie, 2 Episoden)
- 1996: Engelchen
- 1997: Tatort: Schlüssel zum Mord (Fernsehreihe)
- 1997: Sperling (Fernsehserie, 1 Episode)
- 1998: Tatort: Der zweite Mann
- 1998: Wolffs Revier (Fernsehserie, 2 Episoden)
- 2000: Küss mich, Frosch (Fernsehfilm)
- 2001: HeliCops – Einsatz über Berlin (Fernsehserie, 1 Episode)
- 2002: Ten Minutes Older: The Cello (Segment: The Enlightenment)
- 2003: Wolffs Revier (Fernsehserie, 1 Episode)
- 2004: Blond: Eva Blond! (Fernsehserie, 1 Episode)
- 2006: Beutolomäus und der geheime Weihnachtswunsch (Fernsehfilm)
- 2008: Angie (Fernsehserie, 1 Episode)

## Theater

### Schauspieler
- 1970: Friedrich Schiller nach Johann Wolfgang von Goethe: Egmont (Vansen) – Regie: Peter Kupke (Hans Otto Theater Potsdam)
- 1970: Johann Wolfgang von Goethe: Die Laune des Verliebten (Lamon) – Regie: Horst Ruprecht (Hans Otto Theater Potsdam – Schlosstheater im Neuen Palais)
- 1970: Alfred Matusche: Kap der Unruhe (Akkordeonspieler) – Regie: Rolf Winkelgrund (Hans Otto Theater Potsdam – Kleines Theater am Altmarkt)
- 1973: Anton Tschechow: Die Möwe – Regie: Rolf Winkelgrund  (Hans Otto Theater Potsdam – Schlosstheater im Neuen Palais)
- 1974: Ferenc Molnár: Liliom (Ficsur) – Regie: Günter Rüger (Hans Otto Theater Potsdam – Schlosstheater im Neuen Palais)
- 1974: Heiner Müller nach Fjodor Gladkow: Zement (Gleb) – Regie: Uta Birnbaum (Hans Otto Theater Potsdam)
- 1974: Michail Schatrow: Das Wetter für morgen (Kosyr) – Regie: Christoph Schroth (Mecklenburgisches Staatstheater Schwerin)
- 1976: Athol Fugard/ John Kani/Winston Ntshona: Sizwe Bansi ist tot (Sizwe) – Regie: Gertrud-Elisabeth Zillmer (Mecklenburger Staatstheater Schwerin)
- 1978: Tadeusz Różewicz: Der komische Alte (Der Alte) – Regie: Werner Buhss/Martin Meltke (Theater Rudolstadt)
- 1980: Heiner Müller: Der Bau (Brigademitglied) – Regie: Fritz Marquardt (Volksbühne Berlin)
- 1980: Gerhart Hauptmann: Der Biberpelz (Schiffer Wulkow) – Regie: Helmut Straßburger/Ernstgeorg Hering (Volksbühne Berlin)
- 1980: William Shakespeare: Was ihr wollt (Herzog Orsino) – Regie: István Iglódi (Volksbühne Berlin)
- 1981: Carlo Gozzi: Der Rabe (Truffaldino) – Regie: Berndt Renne (Volksbühne Berlin)
- 1981: Bärbel Jaksch/Heiner Maaß nach Alfred Döblin: Berlin Alexanderplatz (Herbert) – Regie: Helmut Straßburger/Ernstgeorg Hering (Volksbühne Berlin)
- 1983: Dario Fo: Der Nackte und der Mann im Frack (Polizist) – Regie: Carl-Hermann Risse (Volksbühne Berlin)
- 1983: Dario Fo: Der Dieb, der nicht zu Schaden kam – Regie: Carl-Hermann Risse (Volksbühne Berlin)
- 1984: Gerhart Hauptmann: Schluck und Jau (Jon Rand) – Regie: Siegfried Höchst/Gert Hof (Volksbühne Berlin)
- 1984: Carl Sternheim: Die Hose (Maske) – Regie: Fritz Marquardt (Das Ei in der Kleinen Revue des Berliner Friedrichstadt-Palastes)
- 1984: Henrik Ibsen: Hedda Gabler (Ejlert Lövborg) – Regie: Wolfgang Engel (Volksbühne Berlin)
- 1990: Heiner Müller: Germania Tod in Berlin (Kommunist) – Regie: B. K. Tragelehn (Freie Volksbühne Berlin)
- 1990: William Shakespeare: Das Wintermärchen – Regie: Luc Bondy (Schaubühne am Lehniner Platz Berlin)
- 1991: Georg Seidel: Villa Jugend (Babucke) – Regie: Fritz Marquardt (Berliner Ensemble)
- 1992: Botho Strauß: Schlusschor (Wirt) – Regie: Luc Bondy (Schaubühne am Lehniner Platz Berlin)
- 1992: Maxim Gorki: Nachtasyl (Schlosser Klestsch) – Regie: Andrea Breth (Schaubühne am Lehniner Platz Berlin)
- 1994: Alexander Puschkin: Boris Godunow (Fürst Schuiskij) – Regie: Gero Troike (Volksbühne Berlin)
- 1995: Nach Federico Fellini: Stadt der Frauen – Regie: Frank Castorf (Volksbühne Berlin)
- 1997: Bertolt Brecht: Leben des Galilei (Vanni) – Regie: B. K. Tragelehn (Berliner Ensemble)
- 1997: Henrik Ibsen: Rosmersholm (George McBrain) – Regie: Herbert Olschok (Deutsches Theater Berlin)
- 1999: Friedrich Schiller: Wilhelm Tell (Wilhelm Tell) – Regie: Tatjana Rese  (Theater Chemnitz)
- 2000: Agatha Christie: Da waren’s nur noch Neun (William Henry Blore) – Regie: Herbert Olschok  (Theater Chemnitz)

### Regisseur
- 2008: Michèle Bernier/Marie Pascale Osterrieth: Männer und andere Irrtümer (Theater Rudolstadt)

## Hörspiele
- 1976: Jerzy Janicki: Spaziergänge in Sanssouci (Pietr) – Regie: Christoph Schroth (Hörspiel – Rundfunk der DDR)
- 1978: Eila Pennanen: Katis Liebe (Tauno) – Regie: Joachim Staritz (Hörspiel – Rundfunk der DDR)
- 1979: Christoph Meckel: Bockshorn – Regie: Joachim Staritz (Kinderhörspiel – Rundfunk der DDR)
- 1979: Joachim Witte: Geheimauftrag (Stellmacher) – Regie: Reneé Eigendorf (Kinderhörspiel – Rundfunk der DDR)
- 1980: Georg Büchner: Dantons Tod (Danton) – Regie: Joachim Staritz (Hörspiel – Rundfunk der DDR)
- 1980: Helga Schütz: Jette im Schloss (Erzähler) – Regie: Fritz Göhler (Hörspiel – Rundfunk der DDR)
- 1981: Frank Wedekind: Frühlings Erwachen (Herr Gabor) – Regie: Achim Scholz (Hörspiel – Rundfunk der DDR)
- 1981: Arne Leonhardt: Jazz am Grab (Eb) – Regie: Werner Grunow (Hörspiel – Rundfunk der DDR)
- 1982: Sibylle Hentschel: Andi (Fischer) – Regie: Christa Kowalski (Kinderhörspiel – Rundfunk der DDR)
- 1982: Brigitte Hähnel: Verspätung (Mann) – Regie: Achim Scholz (Hörspiel – Rundfunk der DDR)
- 1983: Heiner Müller: Müller (Bauer) – Regie: Achim Scholz (Hörspiel – Rundfunk der DDR)
- 1983: Wiktorija Tokarewa: Nichts Besonderes (Milizionär) – Regie: Barbara Plensat (Hörspiel – Rundfunk der DDR)
- 1984: Monika Helmecke: Ich brauche euch nicht (Vater) – Regie: Norbert Speer (Kinderhörspiel – Rundfunk der DDR)
- 1984: Werner Buhss: Pastorale (Ottofritz Pinnow) –  Auch Regie mit Werner Buhss (Hörspiel – Rundfunk der DDR)
- 1985: Peter Hacks: Meta Morfoß (Herr Morfoß) – Regie: Rainer Schwarz (Kinderhörspiel/Kurzhörspiel aus der Reihe  Geschichten aus dem Hut – Rundfunk der DDR)
- 1985: Waltraut Lewin: Wie die Lilien des Feldes (Brigadier) – Regie: Horst Liepach (Hörspiel – Rundfunk der DDR)
- 1986: Gabriele Bigott: Frau im Zug (Maler) – Regie: Barbara Plensat (Hörspiel – Rundfunk der DDR)
- 1986: Georg Büchner: Woyzeck (Woyzeck) – Regie: Joachim Staritz  (Hörspiel – Rundfunk der DDR)
- 1988: Libuše Moníková: Tetom und Tuba (Biberhahn) – Regie: Paula Bettina Mader  (Hörspiel – SFB)
- 1990: Siegfried Stadler: Keiner will der Löwe sein (Schmidt) – Regie: Herbert Olschok (Kinderhörspiel/Kurzhörspiel – Rundfunk der DDR)
- 1992: Andrea Czesienski: Das Burli (Bürgermeister) – Regie: Barbara Plensat  (Kinderhörspiel – DS Kultur/HR)
- 1992: Albert Camus: Die Gerechten (Boris) – Regie: Werner Buhss (Hörspiel – DS Kultur)
- 1993: Karl-Heinz Bölling: In der Sackgasse (Mann) – Regie: Joachim Staritz (Hörspiel – DS Kultur)
- 1994: Anton Tschechow: In Zeitung gewickelt (Jefrem) – Regie: Klaus Zippel (Kriminalhörspiel – MDR)
- 1994: Rolf Schneider: Ahornstraße 12 (Herbert Scheibner) – Regie: Barbara Plensat (Hörspiel – MDR)
- 1995: Friedemann Schreiter: Kleiner feiner Herr (Karl May) – Regie: Peter Groeger (Hörspiel – DLR)
- 1995: Andreas Knaup: Schlachthaus (Radeu) – Regie: Joachim Staritz (Hörspiel – DLR/SDR)
- 1996: Melchior Schedler: Maßnahmen gegen den Hund (Nachbar) – Regie: Barbara Plensat (Hörspiel – ORB/WDR)
- 1996: Ágota Kristóf: Die Epidemie (Feuerwehrmann) – Regie: Wolfgang Rindfleisch (Hörspiel – HR)
- 1997: Holger Böhme: Still Mutter (Kalles Vater) – Regie: Joachim Staritz (Kriminalhörspiel – MDR)
- 1999: Anonymus: Prinzessin Maria vom Meere (Kusma Kusmitsch) – Regie: Wolfgang Rindfleisch (Hörspiel – DLR)
- 1999: Isaak E. Babel: Die Reiterarmee (Vorobjev) – Regie: Joachim Staritz (Hörspiel, 2. Teil – MDR/DLR Berlin)
- 2002: Rolf Gozell: IKatharina mit dem Teufel (Goldene Achlange) – Regie: Wolfgang Rindfleisch (Kinderhörspiel – DLR)
- 2002: Simone Schneider: IDaniel und die Königin von Zaubabel (2. Rat) – Regie: Wolfgang Rindfleisch (Kinderhörspiel – DLR)
- 2003: Brüder Presnjakow: Europa – Asien (Kassik) – Regie: Wolfgang Rindfleisch (Hörspiel – DLR)
- 2004: Heiner Müller: Die Umsiedlerin oder das Leben auf dem Lande (Flüchtling) – Regie: Wolfgang Rindfleisch (Hörspiel – MDR)
- 2005: Maraike Wittbrodt: Drei Kurven bis zur Schule (Verkäufer) – Regie: Karlheinz Liefers (Kinderhörspiel – DLR)
- 2007: Ralph Oehme: Steins Kampf. Der Mann, der Adolf Hitler retten wollte (Gaststättenwirt) – Regie: Steffen Moratz (Hörspiel – MDR)